# Малинська паперова фабрика
Ма́линська паперо́ва фа́брика — одне з найбільших підприємств целюлозно-паперової промисловості в Україні. Розташоване в місті Малині Житомирської області. На фабриці виробляється понад 200 видів паперу.

## Історія
Малинська паперова фабрика заснована 1871 року на місці колишнього чавунно-ливарного заводу по праву сторону річки Ірша і належала Товариству Малинської паперової фабрики, яке створив підданий Австро-Угорської імперії, купець з Радомишля Алоїзій Себер. 27 червня 1873 року затверджено статут Товариства. На кінець XIX століття на фабриці працювали 270 чоловік; діяли 3 парові машини, 4 парові котли, 6 промислових роли та 4 саморізки паперу. Підприємство щороку виробляло близько 15 тис. пудів цигаркового, мундштучного, обгорткового та письмового паперу.
Великий попит на продукцію Товариства Малинської письмово-паперової фабрики на ринку підтверджували нагороди, здобуті на різних виставках. 1872 рік — диплом та грошова премія на всесвітній торговельно-промисловій виставці у Відні; 1906 рік — відзнака на Міжнародній виставці в Брюсселі. Також — Всеросійська виставка у Ростові-на-Дону (1906 р.) і Всеросійська виставка у Єдинцях (1911 р.). На початку XX століття фабрика виробляла 1500 тонн паперу на рік.
1918 року фабрика фактично припиняє роботу, обладнання було демонотовано і вивезено, а 1919 року сталася пожежа, що знищила всі виробничі приміщення. Проте невдовзі фабрика була відновлена, в середині 1920-х фабрика досягла 70 % своїх колишніх потужностей.
В 30-х роках Малинська паперова фабрика налагодила виробництво конденсатного паперу для електро- та радіопромисловісті, ставши при цьому єдиним на той час постачальником такого паперу в СРСР.
На початку 20-х років при фабриці організовано спортивний клуб із секціями гімнастики та атлетики, створено футбольну команду, споруджено стадіон. А відтак створено спортивне товариство «Папірник».
1940 року виробничі потужності фабрики становили 4 папероробні машини, на яких вироблялось до 1879 тонн паперу, а чисельність трудового колективу становила 723 чоловіки. При фабриці працював будинок культури на 350 місць.
Під час Другої світової війни фабрика не працювала: напередодні свого відступу радянські урядники спалили Малинську паперову фабрику. Однак наприкінці 1944 року фабрика була відновлена і почала давати продукцію.
З добудовою 1947 року теплоелектростанції налагодилась повноцінна робота фабрики і випуск високоякісного паперу. 1949 року на фабриці налагоджено випуск конденсатного 10-мікронного паперу, надтонкого паперу, а 1953 року — основу копіювального паперу.
У 1950-х роках в результаті модернізації паперових машин здійснено перехід до виробництва більш тонкого паперу. У 60-х роках збудовано нові приміщення цехів, встановлено потужніші папероробні машини. В результаті Малинська паперова фабрика стає одним з найбільших виробників конденсаторного паперу в Європі. Малинський папір експортується до Китаю, Румунії, Німецької Демократичної Республіки, Монголії, Болгарії. У 1974 році вводиться в дію цех по виробництву теплочутливого паперу.
У 1980-х — 90-х роках, після встановлення двох папероробних машин з похилими сітками й картоноробної машини, підприємство стало виробляти нові види продукції, зокрема фільтрувальний папір, неткані матеріали, картон для силових трансформаторів, різні види електроізоляційного паперу, цигарковий папір, папір — основу для ламінування і пакування харчових продуктів.
Після проголошення незалежності України 1991 року фабрика була передана у відання Державного комітету природних ресурсів України. У вересні 1994 року Кабінет міністрів України доручив підприємству освоїти виробництво стрічок для електронних контрольно-касових апаратів.
У травні 1995 року Кабінет міністрів України включив завод до переліку підприємств, що підлягають обов'язковій приватизації у 1995 році, після чого державне підприємство було перетворено у відкрите акціонерне товариство.
У серпні 1996 року створена державна акціонерна холдингова компанія «Укрпапірпром», до складу якої була включена Малинська паперова фабрика.
У серпні 1997 року фабрика була включена до переліку підприємств, які мають стратегічне значення для економіки і безпеки України.
24 березня 1999 року Кабінет міністрів України ухвалив рішення про продаж акцій підприємства, що були у власності держави, 2000 року фабрика перейшла у власність компанії «Weidmann» (структурного підрозділу швейцарської корпорації «Wicor Holding AG»).
2007 рік фабрика закінчила з прибутком 10,294 млн. гривень.
2008 рік фабрика закінчила з прибутком 14,17 млн гривень. З огляду на економічну кризу 2008—2009 років наступного 2009 року вона знизила обсяги виробництва на 47,47 % (до 5,8 тис. тонн) і завершила 2009 рік з прибутком 6,015 млн гривень., 2011 року фабрика збільшила обсяги виробництва до 7,75 тис. тонн.
Станом на 2013 рік, фабрика входила до переліку 15 найбільших економічно активних підприємств Житомирської області.
2015 року підприємство випустило продукції на 394,6 млн гривень, що на 81,4 % більше, ніж за 2014 рік, і отримало 8,45 млн гривень прибутку. Тепер на 5 технологічних лініях Малинської паперової фабрики виробляється трансформаторний картон, електроізоляційний папір для силових кабелів і трансформаторів, а також інші види паперу для різного промислового застосування, серед яких — для упаковки, фільтрації, для шпалер.

## Виноски
1. ↑  Каталог підприємств України. Архів оригіналу за 4 липня 2017. Процитовано 28 червня 2017.
2. ↑  Архівована копія. Архів оригіналу за 2 жовтня 2016. Процитовано 28 червня 2017.{{cite web}}:  Обслуговування CS1: Сторінки з текстом «archived copy» як значення параметру title (посилання)
3. ↑  Архівована копія. Архів оригіналу за 16 грудня 2016. Процитовано 28 червня 2017.{{cite web}}:  Обслуговування CS1: Сторінки з текстом «archived copy» як значення параметру title (посилання)
4. ↑  Офіційний сайт Малинської міської ради. Архів оригіналу за 30 червня 2017. Процитовано 28 червня 2017.
5. 1 2  Історія Малина. Архів оригіналу за 29 червня 2017. Процитовано 24 червня 2017.
6. ↑  Малин — Інформаційно-пізнавальний сайт | Житомирська область у складі УРСР [Архівовано 29 вересня 2013 у Wayback Machine.] (На основі матеріалів енциклопедичного видання про історію міст та сіл України, том — Історія міст і сіл Української РСР. Житомирська область. — К.: Головна редакція УРЕ АН УРСР, 1973. — 727 с.)
7. 1 2 3 4 5 6 7 8  Історія фабрики “Папір-Мал”. Архів оригіналу за 7 липня 2017. Процитовано 24 червня 2017.
8. 1 2 3 4  www.weidmann-mpm.com. Архів оригіналу за 9 червня 2017. Процитовано 24 червня 2017.
9. ↑  Малинская бумажная фабрика им. 50-летия Великой Октябрьской Социалистической революции // Украинская Советская Энциклопедия. том 6. Киев, «Украинская Советская энциклопедия», 1981. стр.260
10. ↑  Малин — Інформаційно-пізнавальний сайт | Житомирська область у складі УРСР [Архівовано 23 лютого 2017 у Wayback Machine.] (На основі матеріалів енциклопедичного видання про історію міст та сіл України, том — Історія міст і сіл Української РСР. Житомирська область. — К.: Головна редакція УРЕ АН УРСР, 1973. — 727 с.)
11. ↑  Розпорядження Кабінету міністрів України № 710-р від 29 вересня 1994 р. «Про організацію виробництва витратних матеріалів для електронних контрольно-касових апаратів». Архів оригіналу за 3 жовтня 2016. Процитовано 28 червня 2017.
12. ↑  Постанова Кабінету міністрів України № 343б від 15 травня 1995 р. «Перелік об'єктів, що підлягають обов'язковій приватизації у 1995 році». Архів оригіналу за 27 грудня 2018. Процитовано 16 березня 2022.
13. ↑  Постанова Кабінету міністрів України № 981 від 19 серпня 1996 р. «Про створення Української державної акціонерної холдингової компанії „Укрпапірпром“»
14. ↑  Постанова Кабінету міністрів України № 911 від 21 серпня 1997 р. «Про затвердження переліку підприємств, які мають стратегічне значення для економіки і безпеки держави». Архів оригіналу за 7 грудня 2016. Процитовано 28 червня 2017.
15. ↑  Постанова Кабінету міністрів України № 444 від 24 березня 1999 р. «Про внесення змін до переліку відкритих акціонерних товариств, пакети акцій яких підлягають першочерговому продажу 1999 році за кошти»
16. ↑  2006 Малинская бумажная фабрика закончила с прибылью 10,294 млн гривен [Архівовано 2 жовтня 2016 у Wayback Machine.] // «Житомир.INFO» от 23 февраля 2007
17. ↑  Малинская бумажная фабрика закончила год с прибылью 6 млн гривен [Архівовано 9 грудня 2017 у Wayback Machine.] // «Житомир.INFO» от 24 февраля 2010
18. ↑  Малинская бумажная фабрика увеличила выпуск бумаги на 10,3 % [Архівовано 2 жовтня 2016 у Wayback Machine.] // «Журнал Житомира» от 30 января 2012
19. ↑  В Житомирі визначили переможців рейтингу «Сумлінні платники податків» [Архівовано 17 жовтня 2017 у Wayback Machine.] // газета «20 хвилин» (Житомир) від 23 квітня 2013
20. ↑  Малинська паперова фабрика за 5 міс. збільшила обсяг виробництва на 14 % [Архівовано 28 червня 2017 у Wayback Machine.] // ІнфоМалин від 20 червня 2016